# Templo de Juno Sospita (Palatino)

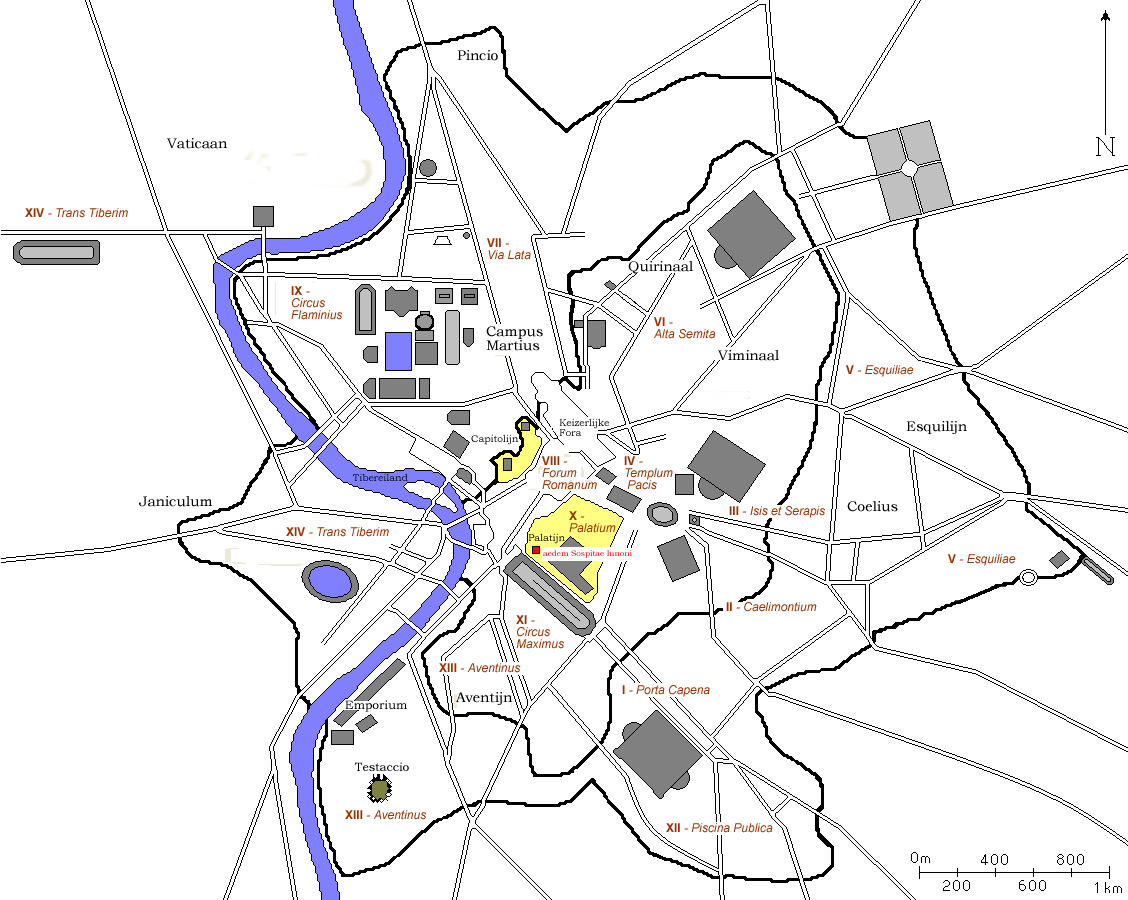
Templo de Juno Sospita en el Palatino (cuadrado rojo).

El templo de Juno Sospita fue un antiguo templo romano que se encontraba en el Palatino de Roma.
Probablemente fuese un pequeño sacelio adyacente al Templo de la Magna Mater (recordado por Ovidio), del que quedan algunos restos en opus reticulatum de la época de Augusto, mientras que la mayoría de los restos pertenecen a una restauración de Adriano.
Una interpretación minoritaria del Templo de Juno Sospita le asignaba como el auguráculo del Templo de la Magna Mater, pero esta atribución se ha excluido posteriormente.
En Roma, existió un segundo Templo de Juno Sospita en el Foro Olitorio, mercado de verduras y hortalizas.